# Иванов, Виталий Андреевич
Виталий Андреевич Иванов (1923 — 2008) — подполковник Советской Армии, участник Великой Отечественной войны, Герой Советского Союза (1945).

## Биография
Виталий Иванов родился 14 апреля 1923 года во Владимире. Жил в Новосибирске, окончил там среднюю школу. В 1940 году Иванов был призван на службу в Рабоче-крестьянскую Красную Армию. В 1941 году он окончил Молотовскую военную авиационную школу пилотов, после чего служил лётчиком-инструктором в Майкопской военной авиационной школе. С мая 1942 года — на фронтах Великой Отечественной войны.
К апрелю 1945 года гвардии старший лейтенант Виталий Иванов командовал звеном 4-го гвардейского ближнебомбардировочного авиаполка 188-й бомбардировочной авиадивизии 15-й воздушной армии 2-го Прибалтийского фронта. К тому времени он совершил 232 боевых вылета на воздушную разведку и бомбардировку объектов, скоплений боевой техники и живой силы противника, заброску десантников во вражеский тыл, принял активное участие в 10 воздушных боях.
Указом Президиума Верховного Совета СССР от 18 августа 1945 года гвардии старший лейтенант Виталий Иванов был удостоен высокого звания Героя Советского Союза с вручением ордена Ленина и медали «Золотая Звезда».
После окончания войны Иванов продолжил службу в Советской Армии. В 1953 году он окончил Военно-воздушную инженерную академию имени Жуковского, после чего находился на преподавательской и научно-исследовательской работе. В 1957 году в звании подполковника он был уволен в запас. Проживал в Москве, до выхода на пенсию работал старшим инженером Государственного научно-исследовательского института радио. Умер 21 января 2008 года.
Был также награждён тремя орденами Красного Знамени, орденами Отечественной войны 1-й и 2-й степеней, орденом Красной Звезды, рядом медалей.